# Alan Maeda
Alan Maeda Luévanos (5 de febrero del 2000) es un futbolista mexicano, juega como defensa, y su actual equipo es el Deportiva Venados de la Serie A de México.

## Clubes
| Club              | País   | Año             |
| ----------------- | ------ | --------------- |
| Pumas Tabasco     | México | 2020 - 2021     |
| Correcaminos UAT  | México | 2022            |
| Deportiva Venados | México | 2023 - presente |